# 巴卡利·加沙馬
巴卡利·帕帕·加沙馬（Bakary Papa Gassama，1977年2月10日—），岡比亞足球裁判。
他在2007年成為國際足協的國際球證。2012年倫敦奧運期間，他被選為球證之一，並成為男子組決賽的第四球證。此後，他曾為2012年和2013年的非洲國家盃執法。2014年1月，他被國際足協選為2014年世界盃的執法球證。

## 資料來源
1. ↑  .   [2014-06-07]. （原始内容存档于2013-06-09）.
2. ↑  .   [2014-06-07]. （原始内容存档于2013-06-30）.